# Gare de Beaune
Ne doit pas être confondu avec Gare de Beaune-la-Rolande.
La gare de Beaune est une gare ferroviaire française de la ligne de Paris-Lyon à Marseille-Saint-Charles, située sur le territoire de la commune de Beaune, dans le département de la Côte-d'Or, en région Bourgogne-Franche-Comté.
C'est une gare de la Société nationale des chemins de fer français (SNCF), desservie par des TGV inOui et par des trains du réseau TER Bourgogne-Franche-Comté.

## Situation ferroviaire
Établie à 219 mètres d'altitude, la gare de Beaune est située au point kilométrique (PK) 351,181 de la ligne de Paris-Lyon à Marseille-Saint-Charles, entre les gares ouvertes de Corgoloin et de Meursault. Elle était autrefois l'origine de la ligne de Beaune à Saint-Loup-de-la-Salle déclassée depuis le 12 novembre 1954.

## Histoire
La gare de Beaune est mise en service le 1er septembre 1849 par la Compagnie du chemin de fer de Paris à Lyon simultanément avec la section Dijon – Chalon-sur-Saône de la ligne de Paris à Lyon, actuelle ligne de Paris-Lyon à Marseille-Saint-Charles.

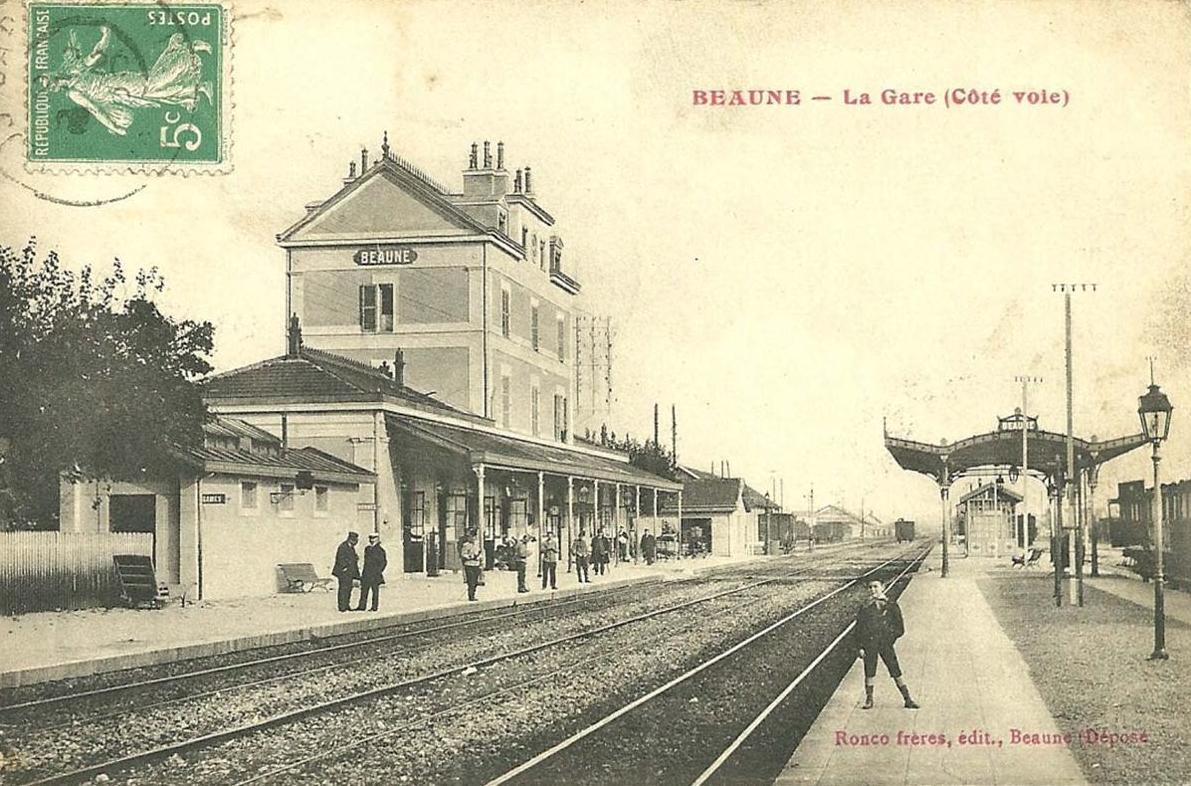
Intérieur de la gare, côté voies.

En 1855, elle est dotée d'un bâtiment voyageurs à deux étages en moellons et en pierre et d'un buffet dans un bâtiment distinct. Le rez-de-chaussée abrite les guichets et, à sa droite, trois salles d'attente séparées par des cloisons basses en bois pour les voyageurs de 1re, 2e et 3e classe possédant chacune leur propre accès au quai attenant. La partie de gauche est occupée par le bureau et le local des bagages, le bureau et la lampisterie. Le premier étage sert de logement au chef de gare et le second au receveur ; les combles étant dévolus au facteur et au sous-facteur.
Rénové en 1975, il perd ses étages supérieurs et reçoit une toiture débordante.
En 2015, d'avril à juin, dans le cadre du plan Vigirail, d'importants travaux de modernisation des voies de la gare ont lieu. Ils consistent à remplacer huit aiguillages, et à renouveler le ballast, les rails et les traverses des voies 1 bis et 2, sur 3,2 km dans la zone de la gare.

## Fréquentation
De 2015 à 2023, selon les estimations de la SNCF, la fréquentation annuelle de la gare s'élève aux nombres indiqués dans le tableau ci-dessous.
| Année                     | 2015      | 2016    | 2017      | 2018    | 2019      | 2020    | 2021    | 2022      | 2023      |
| ------------------------- | --------- | ------- | --------- | ------- | --------- | ------- | ------- | --------- | --------- |
| Voyageurs                 | 940 402   | 872 976 | 945 053   | 843 437 | 902 907   | 656 096 | 734 727 | 1 034 289 | 1 041 472 |
| Voyageurs + non voyageurs | 1 068 638 | 992 018 | 1 073 924 | 958 452 | 1 026 031 | 745 563 | 834 917 | 1 175 328 | 1 183 491 |

## Service des voyageurs

### Accueil
Gare SNCF, elle dispose d'un bâtiment voyageurs, avec guichet, ouvert tous les jours. Elle est notamment équipée d'automates pour l'achat de titres de transport, d'une salle d'attente, d'une borne d'information interactive et d'un café-snacking restaurant : le Gare D'Manger.
Le souterrain reliant les différentes voies était décoré en l'honneur d'Étienne-Jules Marey et de la chronophotographie dont il est l'inventeur. Y étaient notamment présentes les chronophotographies de la colombe, du saut à la perche et de la chute du chat. Une fresque imaginée par les enfants d'une classe est également exposée dans le passage souterrain. En 2018, le souterrain a été redécoré avec une fresque des climats. Plus largement, depuis 2018, c'est l'ensemble de la gare qui a été décoré aux couleurs des climats du vignoble de Bourgogne.
La gare de Beaune possède deux quais ouverts (quais 1 et 2) au service voyageurs d'une longueur utile de 417 mètres permettant la réception de TGV doubles. De plus, elle a plusieurs voies de service (dans les deux sens) ainsi qu'une voie centrale d'évitement entre les quais 1 et 2 permettant l'arrêt de trains de fret en attente, dans le sens Lyon-Dijon.

### Desserte
Beaune est desservie par de nombreux TER vers Dijon, qui offrent des correspondances vers toute la France. De plus, des TER interrégionaux permettent des dessertes vers le centre de la France (Nevers, Moulins) et vers le sud (Lyon-Part-Dieu, parfois Lyon-Perrache). La gare est également reliée à Paris-Bercy par TER.
La liste des relations desservant la gare est la suivante :
- TGV inOui : Nice – Marseille – Lyon-Part-Dieu – Dijon – Strasbourg / Nancy ;

- TER Bourgogne-Franche-Comté[5] :
  - Paris-Bercy – Dijon – Beaune – Chagny – Chalon-sur-Saône – Lyon-Part-Dieu,
  - Dijon – Montchanin – Le Creusot – Nevers,
  - Dijon – Montchanin – Étang-sur-Arroux,
  - Dijon – Montchanin – Nevers – Moulins.

### Intermodalité
Un parc à vélos et un parking sont aménagés à ses abords. À proximité, on trouve des arrêts permettant des correspondances avec le réseau des bus urbains de Beaune et les lignes 113, 115 et 116 du réseau de bus régional Mobigo.

## Service des marchandises
Cette gare est ouverte au service du fret (train massif uniquement).
Il existe aussi une petite activité fret, avec l'ITE qui permet la desserte de silos agricoles. En 2015, la desserte n'est plus assurée.